# Óscar Hassenteufel
Óscar Abel Hassenteufel Salazar (Ticucha, Chuquisaca, Bolivia; 14 de abril de 1945) es un abogado boliviano que actualmente se desempeña como presidente del Tribunal Supremo Electoral de Bolivia desde el 30 de abril de 2021. Anteriormente ocupó el cargo de presidente de la Corte Nacional Electoral desde el año 2002 hasta 2006.

## Biografía

### Primeros años
Óscar Hassenteufel nació el 14 de abril de 1945 en la localidad de Ticucha, ubicada en el municipio de Villa Vaca Guzmán de la provincia de Luis Calvo en el departamento de Chuquisaca. Proviene de una familia de clase media del chaco chuquisaqueño que a mediados del siglo XX estuvo vinculada políticamente al Movimiento Nacionalista Revolucionario (MNR) pues su padre fue Dardo Hassenteufel, un importante dirigente político emenerrista que en su época llegó a ser ya el subprefecto (subgobernador) de la Provincia Luis Calvo desde 1956 hasta 1960, alcalde de Muyupampa desde 1967 hasta 1969 y candidato a diputado en la elecciones nacionales de 1979 y en la elecciones nacionales de 1980, pero en ambas sin éxito. Aunque tiempo después, su padre llegaría a ser senador suplente luego de haber ganado su curul parlamentario tras participar en las elecciones nacionales de 1985. En cambio, su otro hijo, Antonio Hassenteufel (hermano de Óscar Hassenteufel) ingresó también a la política siendo diputado nacional por el MNR desde 1989 hasta 1993.
Pero a diferencia de lo que hizo su padre y su hermano, Óscar Hassenteufel decidió seguir una carrera profesional manteniéndose alejado completamente de la política boliviana. Después de salir bachiller el año 1963, ingresó a estudiar la carrera de derecho en la Universidad San Francisco Xavier de Chuquisaca de donde se tituló como abogado de profesión en 1969. Posteriormente realizó estudios de posgrado adquiriendo una maestría en derecho.

### Vida laboral
Durante su larga trayectoria profesional, comenzó su vida laboral trabajando en diferentes instituciones públicas del país. Empezó siendo auxiliar de juzgado de la Corte Superior de Justicia de Chuquisaca desde 1967 hasta 1969 y luego como actuario del juzgado primero en lo penal desde 1968 hasta 1969, así como también se desempeñó como juez instructor provincial en la provincia de Azurduy del departamento de Chuquisaca desde 1969 hasta 1970. 
En la década de 1970, Hassenteufel ingresó a trabajar en Ministerio Público de Bolivia donde ocupó el puesto de agente fiscal en lo civil en 1971 y agente fiscal en lo penal desde 1971 hasta 1973. A su vez estuvo también en las instituciones de formación superior donde se desempeñó como planificador de asuntos jurídicos de la Universidad Mayor de San Andrés (UMSA) en 1979, luego como asesor jurídico del Comité Ejecutivo de la Universidad Boliviana (CEUB) desde 1979 hasta 1980, después como secretario general de la CEUB desde 1983 hasta 1986 y finalmente ocupando el cargo de jefe de oficina legal en la Universidad Autónoma  Gabriel René Moreno (UAGRM) en la ciudad de Santa Cruz de la Sierra.

### Presidente de la Corte Suprema de Justicia (1999-2001)
Antes de ser magistrado, Óscar Hassenteufel se encontraba trabajando en el Banco del Estado como asesor jurídico nacional desde 1989 hasta 1991 y luego desde 1991 hasta 1993 estuvo en la Contraloría General del Estado como gerente de análisis legal y gerente de promoción de responsabilidad. En 1993 se convierte en magistrado de la entonces Corte Suprema de Justicia (actualmente denominado como Tribunal Supremo de Justicia) de donde llegó a ser presidente de esta máxima institución judicial del país desde 1999 hasta 2001.

### Presidente de la Corte Nacional Electoral (2002-2006)
El año 2001, Óscar Hassenteufel ingresa a formar parte de la entonces denominada Corte Nacional Electoral (actualmente conocido como Tribunal Supremo Electoral) donde estuvo como vocal desde 2001 hasta 2006 y donde llegaría a ocupar la presidencia desde 2002 hasta 2006.

### Presidente de Tribunal Supremo Electoral (2021-actualidad)
El 30 de abril de 2021, la sala plena del Tribunal Supremo Electoral designó al abogado chuquisaqueño Óscar Hassenteufel de 76 años de edad como el nuevo presidente de dicha institución, en reemplazo de Salvador Romero que renunció a su puesto de presidente del TSE algunos días antes.